# 陳贊 (隆慶進士)
陳贊（1533年—？），字宗謨，號翼菴，江西南昌府南昌縣人，軍籍，明朝政治人物。

## 生平
嘉靖三十一年（1552年）壬子科江西鄉試第五十九名舉人，隆慶五年（1571年）中式辛未科會試第七十六名，三甲第五十二名進士。吏部觀政，授南海縣知縣，萬曆三年（1575年）升南京刑部主事，七年升郎中，九年升雷州府知府，卒于官。

## 家族
曾祖陳聰，餘姚縣主簿，贈監察御史；祖父陳奎，廣西左布政使；父陳冠，工部郎中 加正四品服俸。嫡母張氏（封宜人）；生母張氏。永感下。兄陳賜、陳貺、陳貽、陳贇、陳贄、陳貞，弟陳賡。